# 富浦智嗣
富浦 智嗣（1991年5月15日—）、是日本新生代的演員之一。
Stardust Promotion旗下的藝人。身高164cm。

## 人物簡介
- 由於沒有變聲，所以和一般男性的聲音有所不同，為其最大的特徵。
- 三歲的時候，由於看到SMAP的演出，而對演藝圈開始有所憧憬。
- 在電視演出中，不論是爽朗的少年、怯懦的少年或是卑鄙的少年都能演出。
- 市原隼人和山下智久的崇拜者，他們的演出，全部都會錄下來觀賞。
- 2019年在一TBS電視節目表示，2018年3月經已引退，正就讀廚藝學校，準備实现在深爱的德岛县开咖啡店的梦想。
- 引退的部分原因，也與感到演员的工作有局限有關。

## 作品

### 電視劇
- 3年B組金八先生 第7季（2004年10月～2005年3月、TBS） - 飾 中村真佐人。
- 廣島 昭和20年8月6日（2005年8月29日、TBS） - 飾矢島 年明 役。
- 流星花園（花より男子）（2005年10月～12月、TBS） - 飾 牧野 進。
- 3年B組金八先生 第7季特別篇（2005年12月30日、TBS） - 飾 中村真佐人。
- 輪舞曲-RONDO-（2006年1月～3月、TBS） - 飾 小林 亮太。
- 流星花園2（花より男子2）（2007年1月～3月、TBS） - 飾 牧野 進。
- 我們的教科書（わたしたちの教科書）（2007年4月～6月、富士電視台） - 飾 兼良 陸。
- スリルな夜 シリーズ第1弾『子育ての天才』（2007年、フジテレビ系） - 大黒慶太 役
- 東京少女山下リオ 第1話「初恋ダッシュ。」（2008年4月5日、BS-i） - 神田篤志 役
- 太陽與海的教室（太陽と海の教室）（2008年7月～9月、富士電視台） - 飾 楠木 大和。
- Voice～來自亡者的聲音（ヴォイス〜命なき者の声〜）第6話（2009年2月16日、富士電視台）飾 久保秋 祐樹。
- 連續劇小說 翼（連続テレビ小説 つばさ）（2009年4月～9月、NHK） - 飾 玉木  知秋。
- 體操男孩（2010年4月~6月、TBS） - 飾 土屋 聰史。
- [[2011新春ドラマスペシャル 味いちもんめ（2011年1月、テレビ朝日系）京都の板前・本田 役
- 陽はまた昇る（2011年7月 - 9月、テレビ朝日系）瀬尾泰正 役
- クロヒョウ2 龍が如く 阿修羅編（2012年4月 - 6月、毎日放送・TBS系）- 斉藤保 役
- 大河ドラマ 平清盛（2012年6月、NHK）二条天皇 役
- 吸血鬼天堂(ヴァンパイア・ヘヴン)(2013年4月～6月、テレビ東京系）- 飾 健太郎。

### 電影
- 青いうた〜のど自慢 青春編〜（2006年） - 山崎良太 役
- 太陽の傷（2006年） - 涼 役
- 東京鐵塔 ～老媽和我，有時還有老爸～（東京タワー 〜オカンとボクと、時々、オトン〜）（日本，2007年4月14日上映、臺灣，2007年9月21日上映） - 飾 我（中學與高中生時代） 。
- 我和條子的700天戰爭（ぼくたちと駐在さんの700日戦争）（日本，2008年4月5日上映、臺灣，2009年1月16日上映） - 飾 吉米。
- 流星花園F（花より男子F）（日本，2008年6月28日上映、臺灣，2008年8月29日上映）-　飾 牧野 進。
- 誰都不保護（誰も守ってくれない）（2009年1月24日上映）- 飾 園部 達郎。

### 舞台劇
- くもり一時大嵐のち桜（2005年）

### PV
- GReeeeN Maxi Single「遥か」

## 書籍
- 少年俳優 vol.1（2005年、ぴあ）
- 濱田岳&冨浦智嗣 - Special Photo Book「青いうた」（2006年、SDP）
- REAL☆G vol.1 vol.2（2007、SDP）

## 固定雜誌連載
- Myojo（集英社）

## 外部連結
- スターダストプロモーション * （页面存档备份，存于）